# Pic de Nhèuvièlha
El Pic de Neuvielha és una muntanya de 3.091 m d'altitud, amb una prominència de 487 m, que es troba al massís homònim, al departament dels Alts Pirineus (França).
La primera ascensió la van realitzar Vincent de Chausenque i el guia Bastien Teinturier el 10 de juliol de 1847.

## Toponímia
Significa neu vell; en occità, s'anomena nèu vielha; nèu és neu i vielha significa vella, antiga.